# اس‌اس دوردونیه
اس‌اس دوردونیه (به انگلیسی: SS Dordogne) یک کشتی فرانسوی بود. این کشتی در سال ۱۹۱۴ ساخته شد.